# Iecava
Iecava (deutsch: Eckau) ist eine lettische Kleinstadt und liegt rund 40 km südlich der Hauptstadt Riga am Fluss Iecava in der Region Semgallen. Iecava war von 2003 bis 2021 Zentrum eines aus der Gemeinde gebildeten Verwaltungsbezirks (Bezirk Iecava, Iecavas novads), der anschließend im Bezirk Bauska aufging.

## Wirtschaft und Infrastruktur
Die in Iecava ansässigen Unternehmen Balticovo (einer der größten Eierproduzenten Osteuropas), Iecavnieks (Pflanzenölproduzent, produziert unter anderem auch hochpreisiges Hanföl) und ein Hersteller von Spiritus machen den Ort zu einem wirtschaftlichen Zentrum der Region. 

## Verkehr
Iecava liegt an der Eisenbahnstrecke von Jelgava nach Krustpils, die nach Einstellung des Personenverkehrs im Jahr 2000 nur noch für den Güterverkehr genutzt wird. Das 1904 unter dem ursprünglichen Namen Groß-Eckau eröffnete Bahnhofsgebäude ist erhalten. Die Via Baltica (Europastraße 67) führt durch Iecava.

## Geschichte
Iecava bildete sich um das Gut Eckau, von dem nur noch die Grundmauern und einige Hofgebäude erhalten sind. Der Park wurde bis zum Anfang des 20. Jahrhunderts als Landschaftspark im englischen Stil angelegt und gepflegt, heute gleicht er einer idyllischen, gewachsenen Flusslandschaft. Im Park befindet sich eine Freilichtbühne. Bauhistorisch von einer gewissen Bedeutung ist das alte Krankenhaus, östlich des Parks.

## Sehenswürdigkeiten
- Evangelisch-lutherische Kirche Iecava, erbaut von 1641 bis 1657, Turmspitze von 1874
- Katholische Antoniuskirche, erbaut von 2003 bis 2009

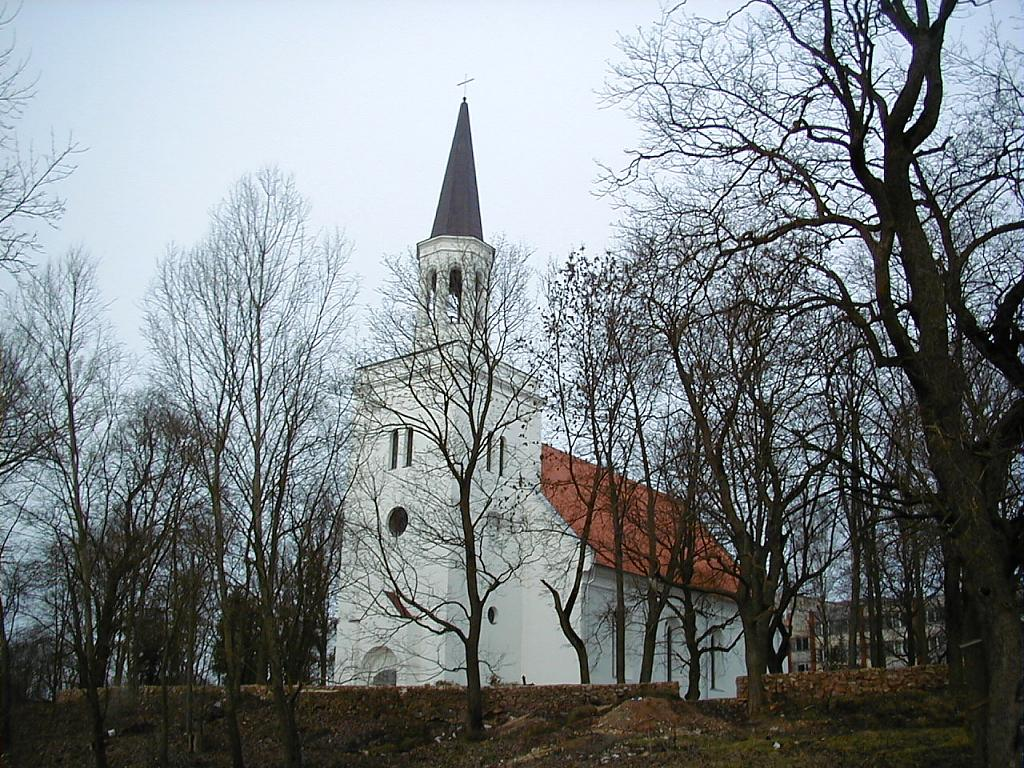
Evangelisch-Lutherische Kirche
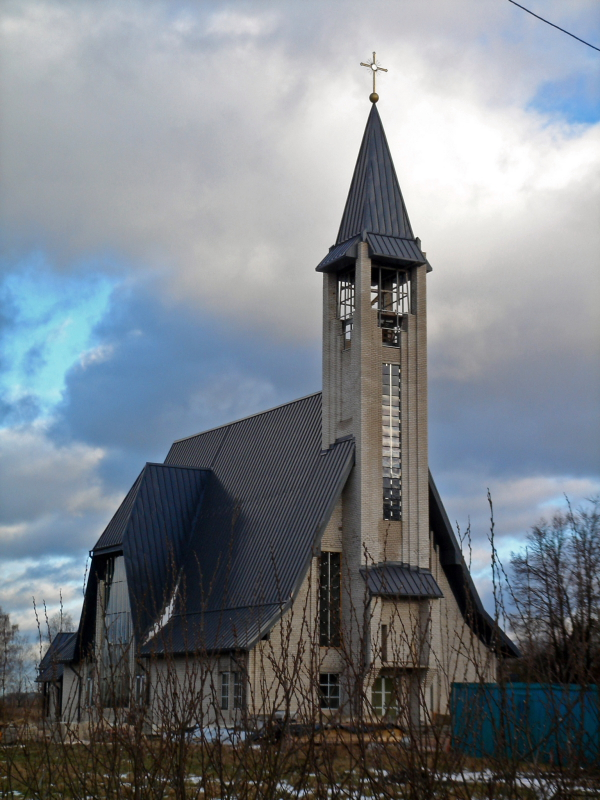
Katholische Antoniuskirche
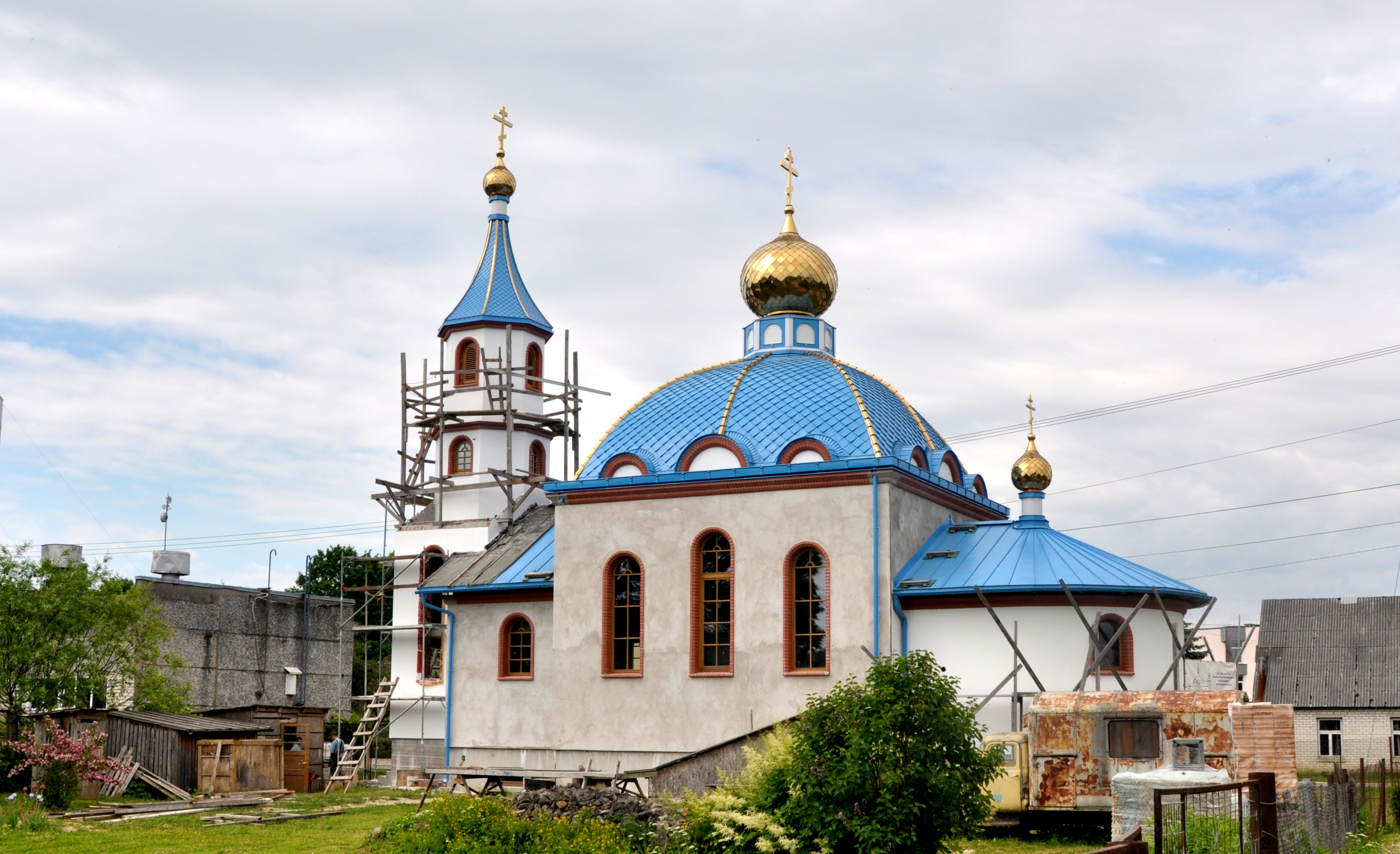
Orthodoxe Kirche
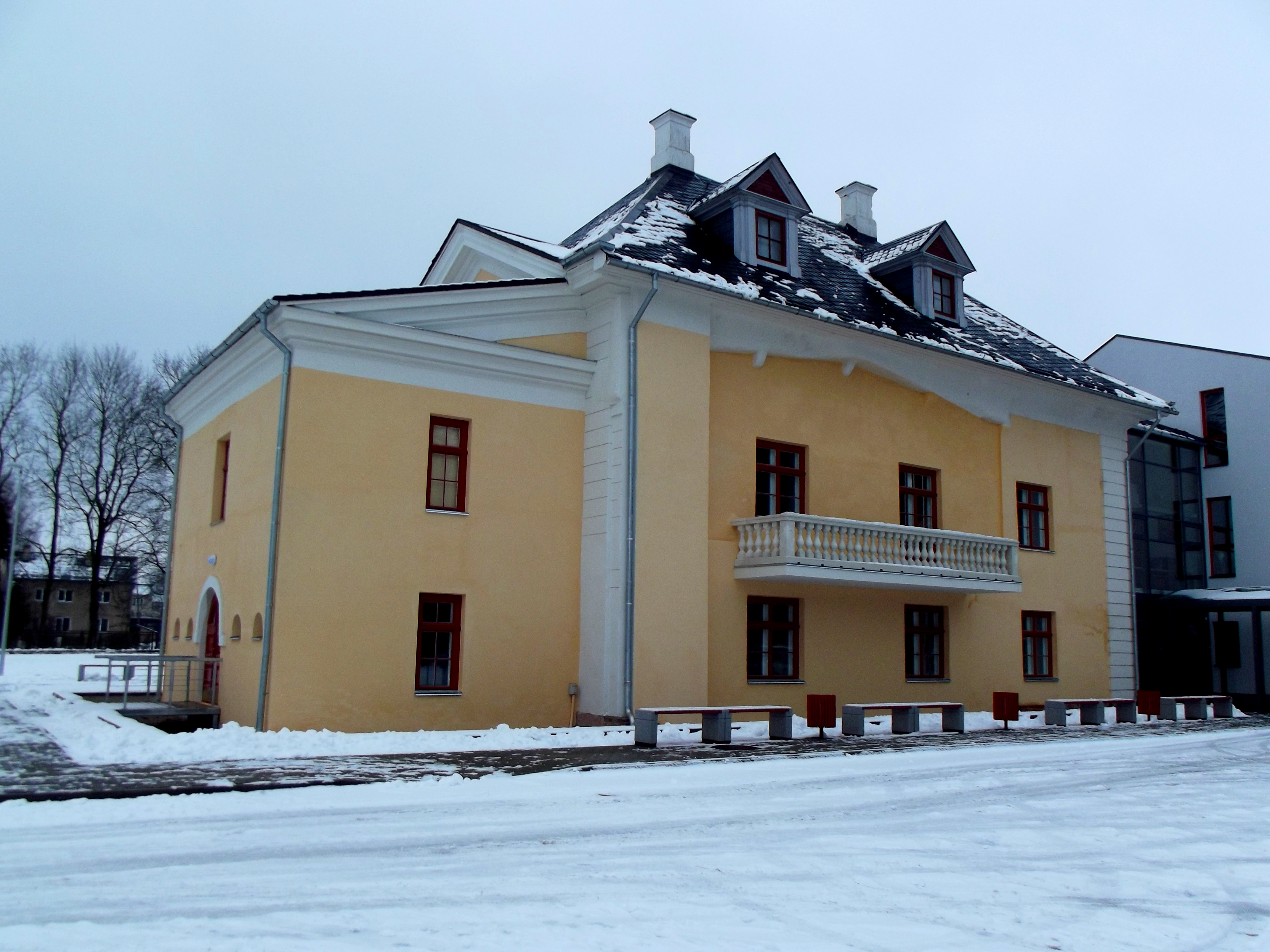
Bibliothek
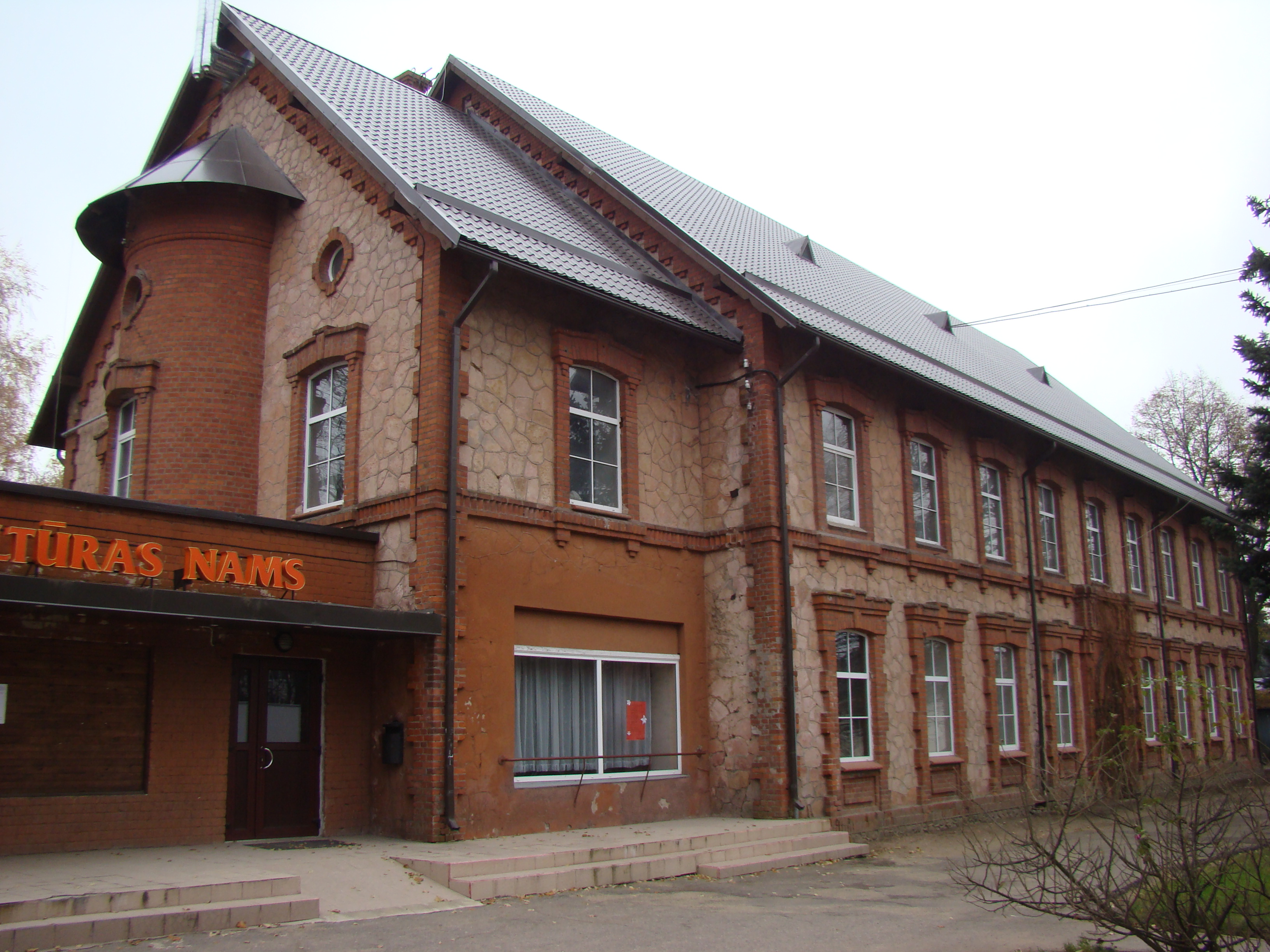
Kulturhaus
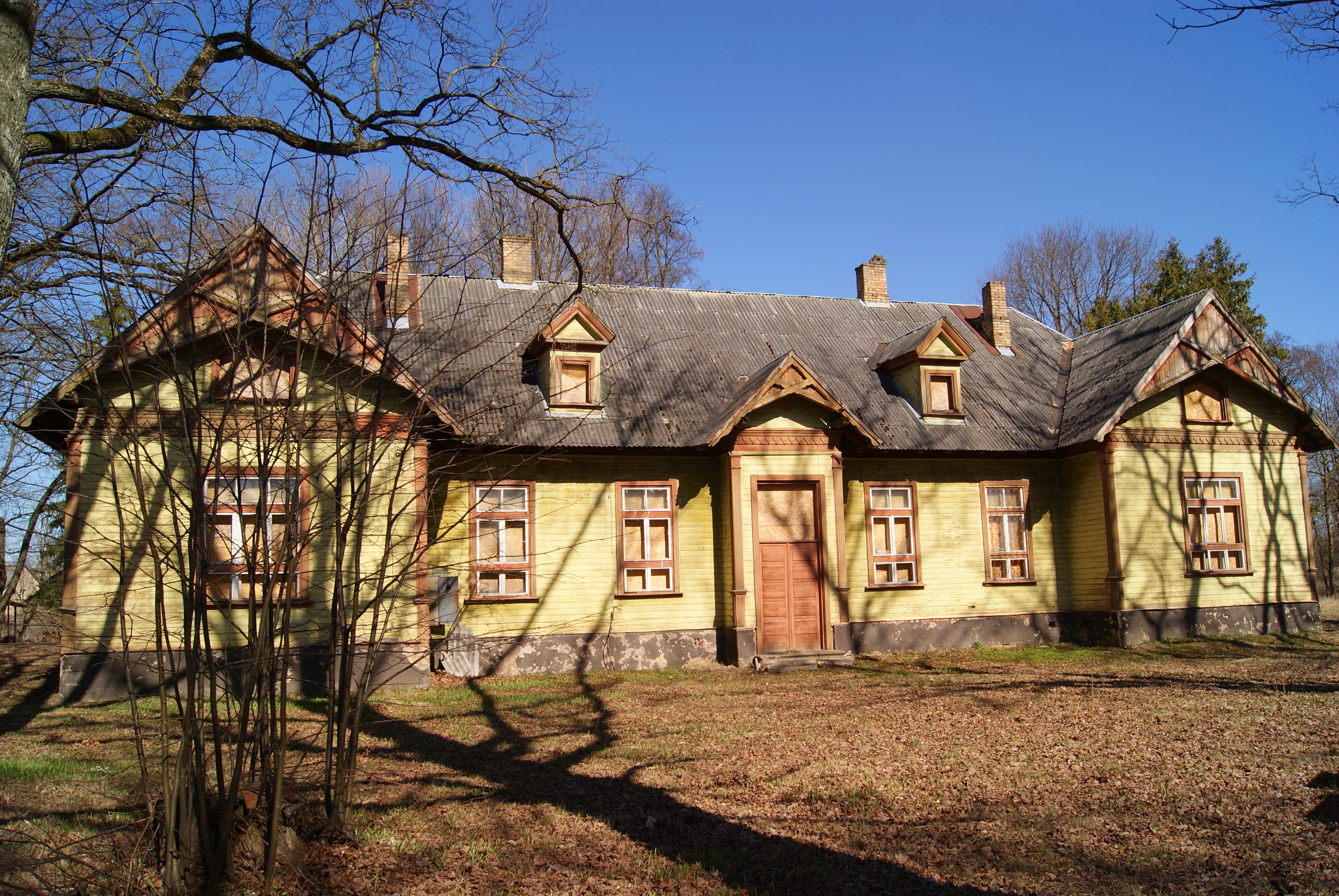
Altes Krankenhaus
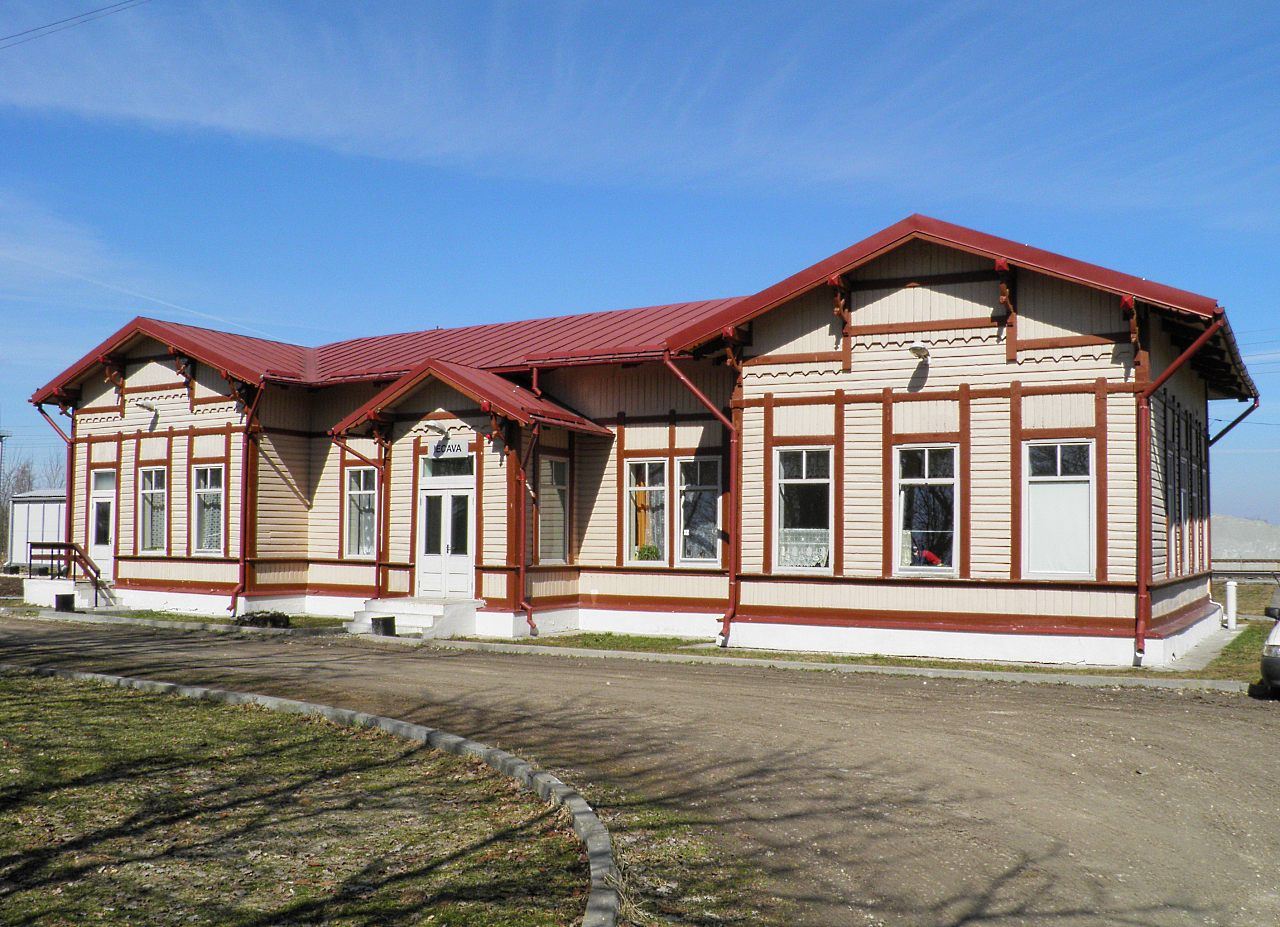
Bahnhof Iecava

## Söhne und Töchter der Stadt
- Christoph Friedrich Neander (1723–1802), evangelischer Pfarrer und Kirchenlieddichter
- Žoržs Tikmers (* 1957), sowjetischer Ruderer